# Rio das Barreiras
Rio das Barreiras (portugisiska: Rio Barreiras) är ett vattendrag i Brasilien.   Det ligger i delstaten Tocantins, i den centrala delen av landet, 900 km norr om huvudstaden Brasília.
Omgivningen kring Rio das Barreiras är huvudsakligen savann. Området är mycket glesbefolkat, med 2 invånare per kvadratkilometer.